# Wonder Nine

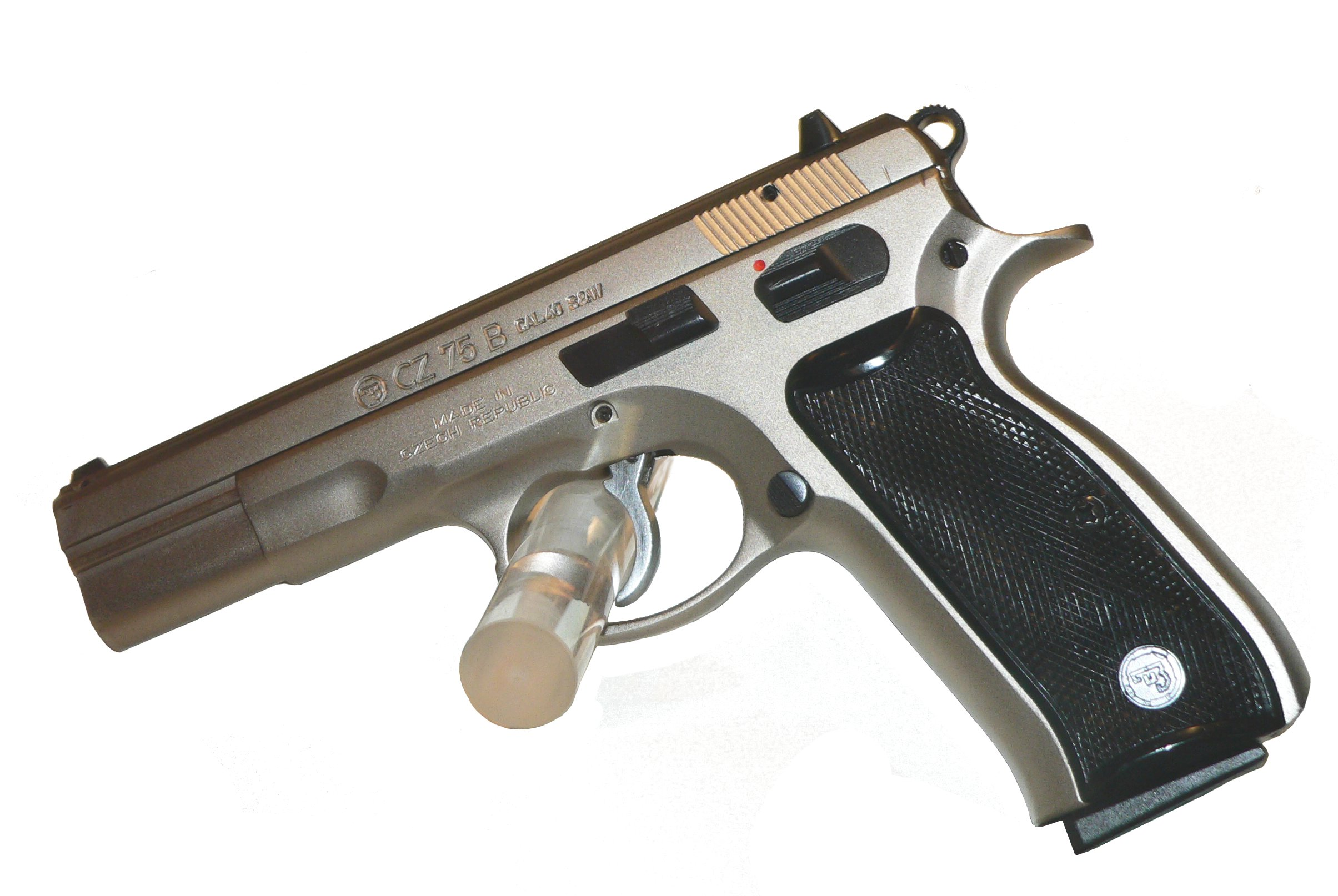
CZ 75 jako zástupce "Wondernines"

Wonder Nine (volně přeloženo jako zázračná devítka) je označení pro skupinu samonabíjecích pistolí, které se objevily na trhu v sedmdesátých letech 20. století. 
Tento termín se stal populárním v USA během 80. let 20. století.    ̇̽

## Charakteristiky
Společné charakteristiky této skupiny zbraní jsou: 
- použití náboje ráže 9×19mm Parabellum,
- dvouřadý zásobník a
- dvojčinná spoušť (alespoň při prvním výstřelu).

Náboj 9×19mm Parabellum vznikl v roce 1902. Dvouřadé zásobníky nebyly také žádnou novinkou a napínání bicího mechanismu spouští u pistole bylo poprvé použito již před první světovou válkou. Posun vnímání náboje 9×19mm Parabellum jako vhodné ráže pro služební zbraně a synergický efekt kombinace uvedených charakteristik odpovídal na dobové požadavky trhu a ovlivnil i taktické a střelecké techniky ozbrojených sil. 

## Příklady pistolí zařazovaných do této skupiny
- Beretta 92
- CZ 75
- HK VP70
- SIG Sauer P226